# Centro Federal de Educação Tecnológica Celso Suckow da Fonseca

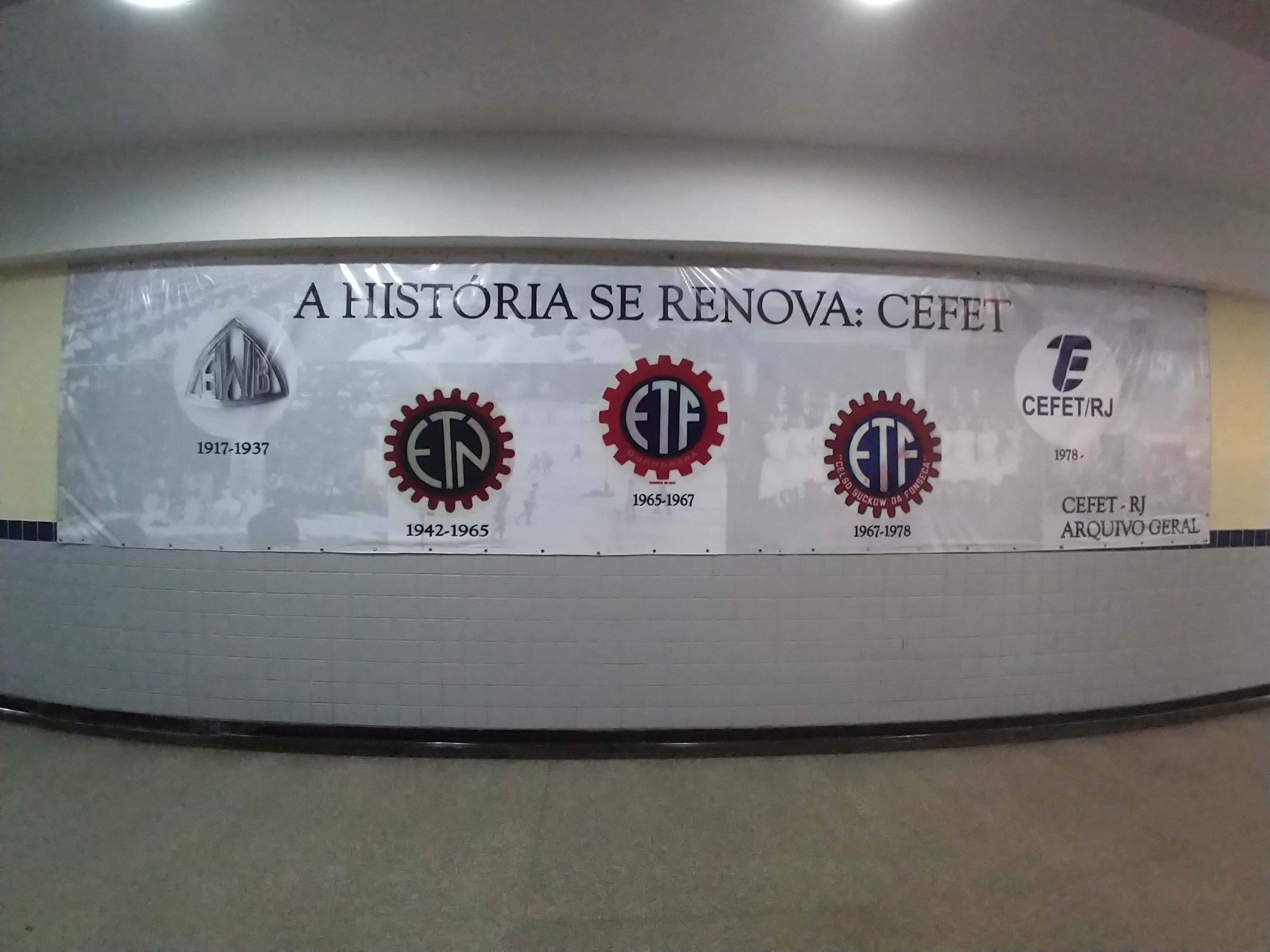
Brasões da Instituição ao longo do tempo.

O Centro Federal de Educação Tecnológica Celso Suckow da Fonseca (CEFET-RJ)  é uma instituição de ensino médio, técnico e superior pública federal brasileira, vinculada ao Ministério da Educação, contemplando também, de forma indissociada, o ensino, a pesquisa e a extensão na área tecnológica e no âmbito da pesquisa aplicada.

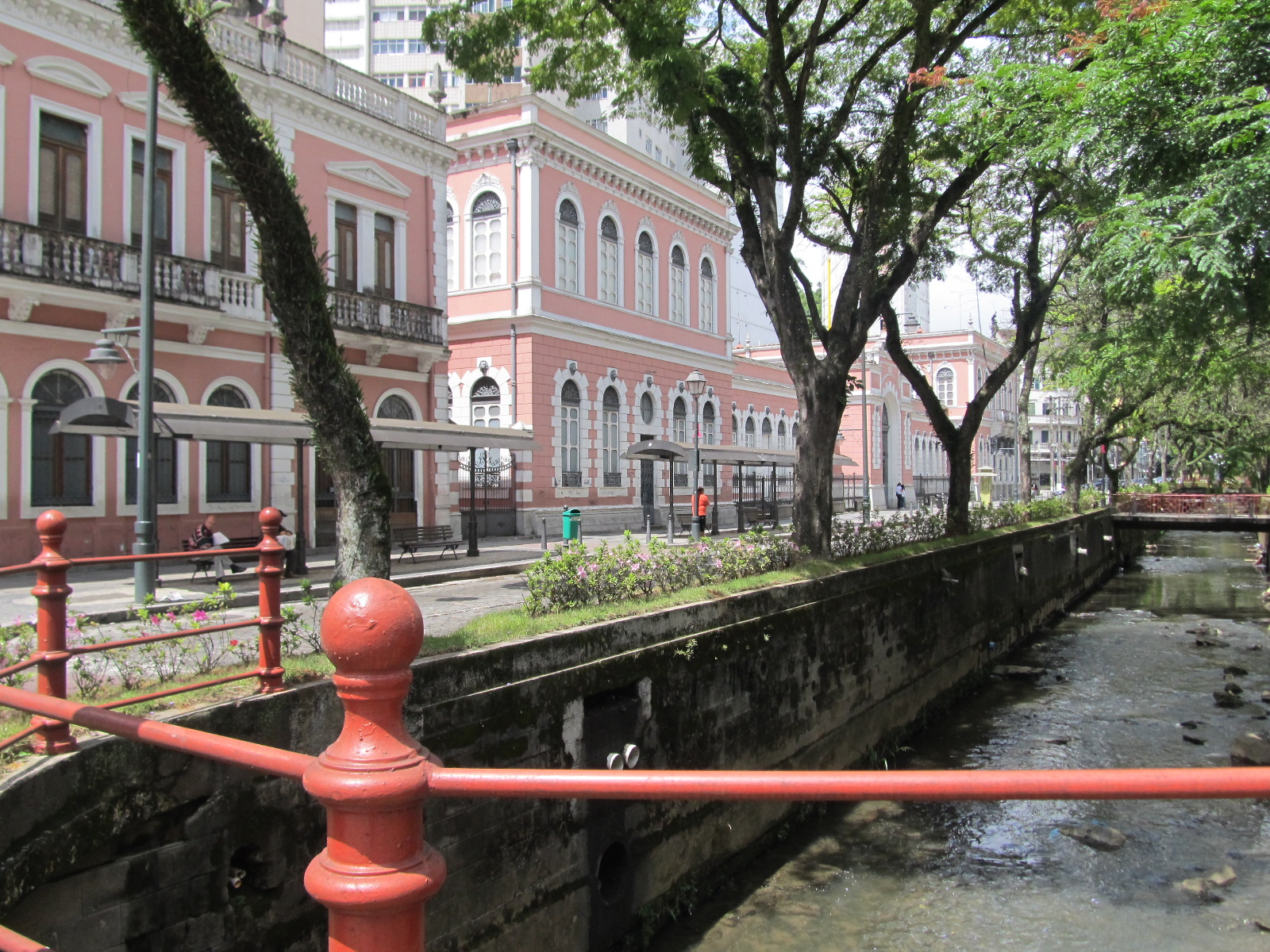
Campus (UnED) Petrópolis. A unidade é apelidada de Antigo Fórum, já que no local funcionava, anteriormente, o Fórum da Comarca de Petrópolis, unidade em que se concentravam as atividades da justiça estadual no distrito central da cidade.

Sua sede se situa no bairro do Maracanã, na cidade do Rio de Janeiro. A primeira UnED (Unidade de Ensino Descentralizado) do Sistema CEFET/RJ foi criada no município de Nova Iguaçu, na Baixada Fluminense, em 22 de agosto de 2003. Além destas, existem unidades da Instituição nas cidades de Petrópolis, Nova Friburgo, Angra dos Reis, Valença e Itaguaí, e no bairro Maria da Graça, na capital do estado. Também conta com um canal de televisão transmitido principalmente pela internet, a TV CEFET/RJ.
A classificação dos CEFETs é antiga, uma vez que a maioria das instituições do tipo se tornaram Institutos Federais ou Universidades Tecnológicas. Nesse sentido, há propostas da instituição junto ao CEFET-MG em prol da transformação conjunta das duas instituições à categoria de Universidade Tecnológica, passando a se chamar Universidade Tecnológica Federal do Rio de Janeiro (UTFRJ). Há também correntes que defendem sua transformação em Instituto Federal.

## Ensino

### Ensino médio
Para além dos cursos de ensino superior tecnológicos, das licenciaturas, dos bacharelados e das pós-graduações lato e stricto sensu, no CEFET-RJ também funcionam Unidades de Educação Profissional Técnica de Nível Médio (EPTNM). Nestas, os alunos concluem o ensino médio e recebem, também, um certificado de nível técnico. As áreas ofertadas variam conforme o campus. Em Petrópolis, por exemplo, ele é ofertado na área de telecomunicações. No campus Maracanã, é possível escolher áreas como meteorologia, informática, administração, eventos, mecânica, dentre outros. 

### Ensino técnico
O ensino técnico, no centro, é ofertado de maneira concomitante ou subsequente ao ensino médio. Algumas áreas disponíveis são:
- Técnico em Administração (ofertado também na modalidade de Educação à Distancia - EaD)
- Técnico em Automação Industrial (ofertado também na modalidade de Educação à Distancia - EaD)
- Técnico em Automobilística
- Técnico em Edificações
- Técnico em Eletromecânica
- Técnico em Eletrônica
- Técnico em Eletrotécnica
- Técnico em Enfermagem
- Técnico em Estradas
- Técnico em Informática (ofertado também na modalidade de Educação à Distancia - EaD)
- Técnico em Mecânica (ofertado também na modalidade de Educação à Distancia - EaD)
- Técnico em Meteorologia
- Técnico em Portos
- Técnico em Segurança do Trabalho (ofertado também na modalidade de Educação à Distancia - EaD)
- Técnico em Telecomunicações (ofertado também na modalidade de Educação à Distancia - EaD)
- Técnico em Turismo e Entretenimento
- Técnico em Eventos
- Técnico em Manutenção Automotiva
- Técnico em Alimentos
- Técnico em Química
- Técnico em Logística
- Técnico em Sistemas de Energias Renováveis
- Técnico em Meio Ambiente (ofertado somente na modalidade de Educação à Distancia - EaD)

### Ensino superior[12]
- Administração Industrial
- Ciência da Computação
- Engenharia Ambiental[13]
- Engenharia Civil
- Engenharia de Alimentos
- Engenharia de Computação
- Engenharia de Controle e Automação Industrial
- Engenharia de Produção (ofertado também na modalidade de Educação à Distancia - EaD)
- Engenharia de Telecomunicações
- Engenharia Elétrica
- Engenharia Eletrônica
- Engenharia Mecânica
- Engenharia Metalúrgica
- LEANI - Línguas Estrangeiras Aplicadas às Negociações Internacionais[14]
- Licenciatura em Física
- Bacharelado em Física (a partir de 2018)
- Sistema de Informação
- Tecnologia em gestão ambiental
- Tecnologia em Sistemas para Internet
- Tecnologia em Gestão de Turismo (ofertado também na modalidade de Educação à Distancia - EaD)
- Turismo
- Licenciatura em Matemática

### Póslato sensu[15]
- Especialização em Ensino de Línguas Estrangeiras (Inglês, Espanhol e Francês)
- Especialização em Educação Tecnológica
- Especialização em Engenharia Mecânica com Ênfase em Eficiência Energética
- Especialização em Matemática Computacional Aplicada
- Especialização em Modelagem Matemática na Educação
- Especialização em Relações Étnico-Raciais e Educação
- Especialização em Turismo Sustentável

### Pósstricto sensu[16]

###### Mestrado
- Mestrado Acadêmico em Ciência, Tecnologia e Educação[17]
- Mestrado Acadêmico em Ciência da Computação[18]
- Mestrado Acadêmico em Engenharia de Produção e Sistemas[19]
- Mestrado Acadêmico em Engenharia Elétrica[20]
- Mestrado Acadêmico em Engenharia Mecânica e Tecnologia de Materiais[21]
- Mestrado Acadêmico em Relações Étnico-Raciais[22]
- Mestrado Acadêmico em Desenvolvimento Regional e Sistemas Produtivos[23]
- Mestrado Profissional em Filosofia e Ensino[24]

###### Doutorado
- Doutorado em Ciência, Tecnologia e Educação[17]
- Doutorado em Engenharia de Produção e Sistemas[19]
- Doutorado em Engenharia Mecânica e Tecnologia de Materiais[21]
- Doutorado em Instrumentação e Óptica Aplicada[25]

## Unidades

### Unidade Maracanã (sede)

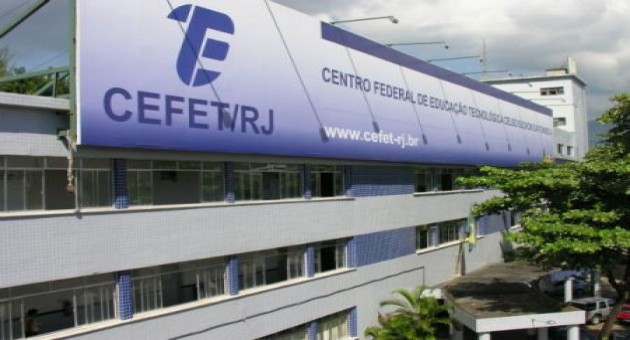
Campus Maracanã do CEFET-RJ, na cidade do Rio de Janeiro.

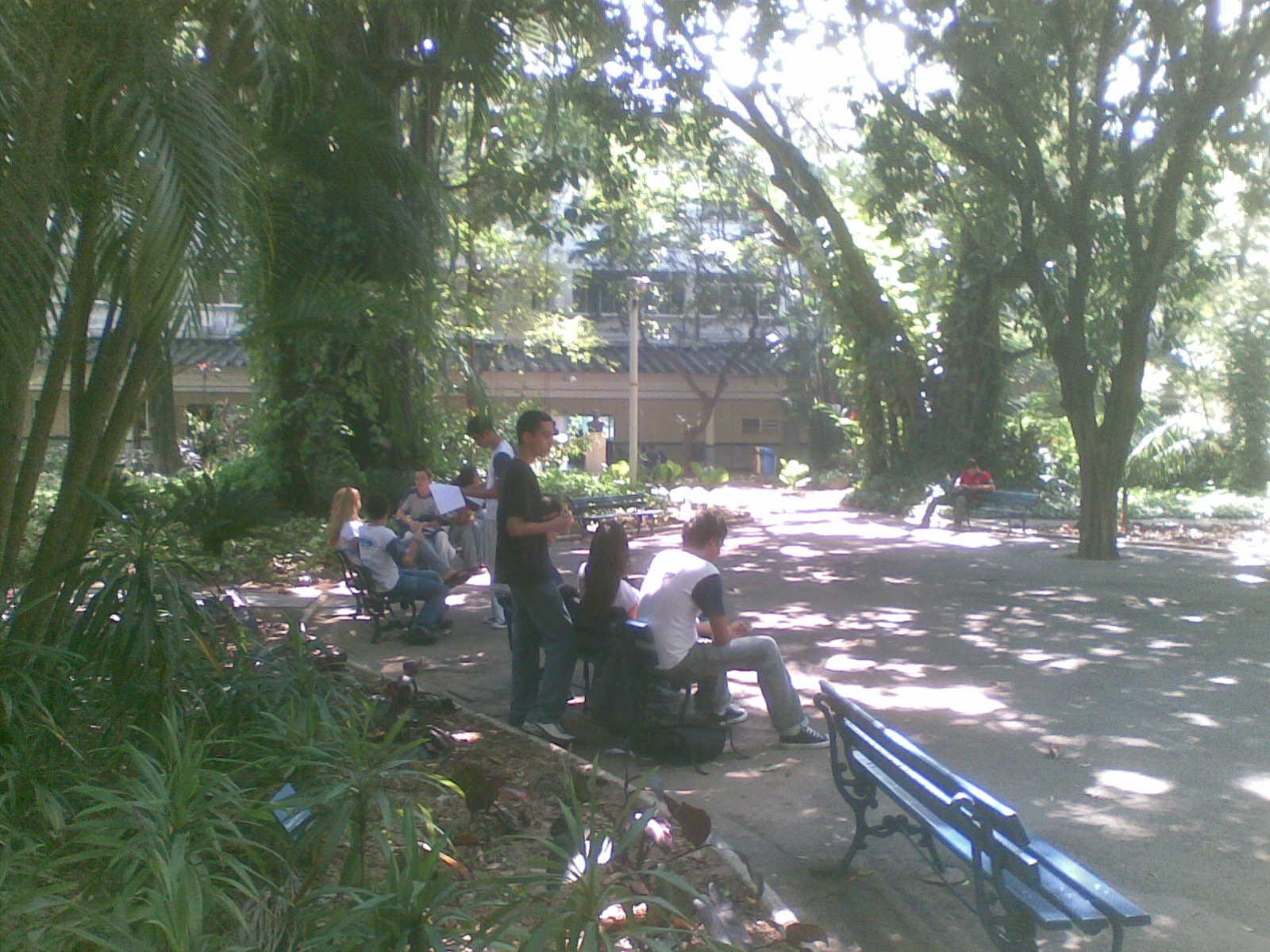
Pátio central do CEFET/RJ, campus Maracanã

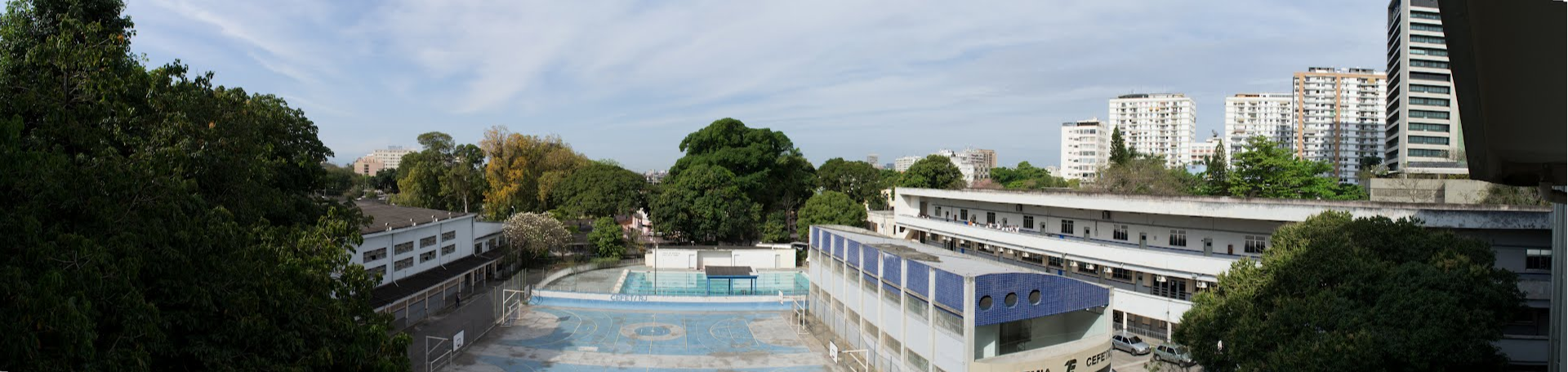
Piscina e quadra esportiva dentro do campus Maracanã do CEFET/RJ.

A Unidade Maracanã, localizada no bairro de mesmo nome na cidade do Rio de Janeiro, é onde funciona a sede da Instituição. Acumula a trajetória histórica do CEFET/RJ que, iniciada em 1917, com a Escola Normal de Artes e Ofícios do então Distrito Federal, ganha na Escola Técnica Nacional, em 1942, a referência da Rede Federal de estabelecimentos de ensino industrial, e assiste, posteriormente, à transformação de Escola Técnica Federal em Centro Federal de Educação Tecnológica, em 1978.
A Instituição passou a ter objetivos conferidos a instituições de educação superior, devendo atuar, como autarquia de regime especial vinculada ao Ministério da Educação (MEC), na oferta de cursos de graduação e pós-graduação, em atividades de extensão e na realização de pesquisas na área tecnológica. Expandida academicamente e em área física, a Unidade Maracanã chegou ao presente com atividades de educação básica, profissional e superior. Nessa Unidade encontra-se a administração superior do CEFET/RJ, que tem como órgão executivo a Diretoria-Geral e como órgão deliberativo o Conselho Diretor.
Dentre suas atribuições, destaca-se a promoção da educação mediante atividades de ensino, pesquisa e extensão que propiciem, de modo reflexivo e crítico, a interação com a sociedade e a formação integral (humanística, científica e tecnológica, ética, política e social) de profissionais capazes de contribuir para o desenvolvimento cultural, tecnológico e econômico.
Ocupando área de terreno de 34.382m², a Unidade dispõe de 64.818m² de área construída, distribuídos em dois campi, 11 blocos e seis pavilhões. São 72 salas de aula, 166 laboratórios e oficinas, nove auditórios, uma biblioteca, duas videotecas, um complexo esportivo com quadras, ginásio, piscina e pista de atletismo, entre outros espaços de natureza educativa. Além de salas destinadas à administração superior, a atividades técnicas e administrativas, a serviços para a comunidade interna (restaurante, cantina, papelaria, agências bancárias) e a entidades representativas dos diferentes segmentos dessa comunidade, funcionam, também, um centro de recursos didáticos, uma gráfica e uma unidade de atendimento médico-odontológico.
No Maracanã atuam 442 docentes – sendo 60,63% com titulação de mestre ou doutor – e 326 técnicos-administrativos.

### UnED Nova Iguaçu
A Unidade de Ensino Descentralizada (UnED) de Nova Iguaçu foi a primeira Unidade Descentralizada do CEFET/RJ. Inaugurada em 22 de agosto de 2003, a unidade deu início à atuação da Rede Federal de Educação Tecnológica na Baixada Fluminense. Com quase quatro milhões de habitantes, a região é uma das regiões mais densamente povoadas do Estado do Rio de Janeiro. Constantemente, a carência de recursos da região é lida como um convite à instalação de novas unidades de ensino federais, como meio de minorar as desigualdades regionais.
Contando com um Conselho Comunitário, as atividades da UnED tiveram início com projetos de extensão voltados à comunidade em geral. O ano letivo de 2004 trouxe o funcionamento dos cursos regulares de ensino médio, cursos técnicos e superiores. 
A Unidade ocupa uma área de terreno de 68.700m², com 7.367m² de área construída. Ela dispõe de 20 salas de aula, 27 laboratórios e oficinas, um auditório e um anfiteatro, uma biblioteca, duas quadras poliesportivas e um campo de futebol, entre outros espaços de natureza educativa. Conta também com instalações administrativas, uma cantina e uma unidade de acompanhamento pedagógico e orientação educacional. Nela atuam 81 docentes e 26 técnicos-administrativos, número que deverá se ampliar com o aumento do quantitativo de alunos, pela integralização das séries e períodos dos cursos iniciados e continuidade de oferta de vagas a cada ano.
As relações econômicas e sociais entre os municípios da baixada fluminense vêm ampliando a influência da região no estado. Seu potencial de desenvolvimento, porém, articula-se ao potencial de crescimento de todo o Rio de Janeiro, que conta, entre seus diferentes setores dinâmicos, com os de exploração e produção de petróleo e gás. Com atividades relacionadas a este setor, a Baixada Fluminense movimenta investimentos em áreas estratégicas, como a indústria petroquímica. O contexto de criação de empregos diretos e indiretos nestas áreas motivou a instalação de unidades públicas de ensino, com vistas a criar oportunidades de qualificação e crescimento profissional.
Ao lado de projetos de grandes dimensões, a política econômica na Baixada Fluminense tem-se voltado, também, ao apoio de pequenas e médias empresas locais, e, ainda, à implantação de infraestruturas necessárias ao desenvolvimento produtivo, social, cultural e ambiental. A presença da Unidade Descentralizada do CEFET/RJ em Nova Iguaçu representa uma parcela do incentivo do Governo Federal ao desenvolvimento da região, participando no processo de educação profissional e tecnológica da população.

### UnED Maria da Graça
Há uma unidade descentralizada da Instituição no bairro Maria da Graça, na cidade do Rio de Janeiro. O campus Maria da Graça se transformou em uma unidade descentralizada (UnED) do CEFET-RJ em 9 de junho de 2006. No entanto, ainda em 1997, o CEFET/RJ assumiu, em comodato, a unidade de produção de material escolar da extinta Fundação de Assistência ao Estudante – FAE, órgão vinculado ao Ministério da Educação, e deu início a um audacioso projeto de revitalização do espaço fabril, implantando o seu novo campus – denominado Maria da Graça – em uma região de grande demanda por ensino de qualidade. Antecipando-se às políticas de ação afirmativa, o primeiro convênio ali estabelecido foi com a Secretaria de Estado de Educação do Rio de Janeiro – SEE-RJ. No colégio de ensino médio criado no campus, o Colégio Estadual Professor Horácio Macedo, anualmente passaram a estudar 700 alunos, todos oriundos do ensino fundamental realizado em escolas públicas.
No campus Maria da Graça foram desenvolvidos projetos de extensão voltados ao atendimento da comunidade local, que inclui a população do Jacarezinho e entorno, estimada em 600.000 moradores. Tais projetos terminaram por abraçar, também, outros grupos, dado o alcance do sistema de transporte urbano no bairro. Além do serviço de linhas de ônibus, uma estação da linha 2 do Metrô localiza-se em contiguidade à entrada lateral da escola, possibilitando o acesso dos que chegam de bairros ou municípios vizinhos.No ano de 2000, iniciou-se o curso técnico de Automobilística. Ao lançar as bases do Núcleo de Tecnologia Automotiva (NTA) no campus, o CEFET/RJ abriu um canal de relacionamento com empresas parceiras.
A demanda de expansão e potencialização das ações educativas do Campus Maria da Graça foi-se tornando realidade e o CEFET/RJ envidou esforços no sentido de, além de convênios e parcerias com a iniciativa pública e privada, poder contar com um quadro próprio de servidores docentes e técnicos-administrativos na Unidade. 

### UnED Petrópolis

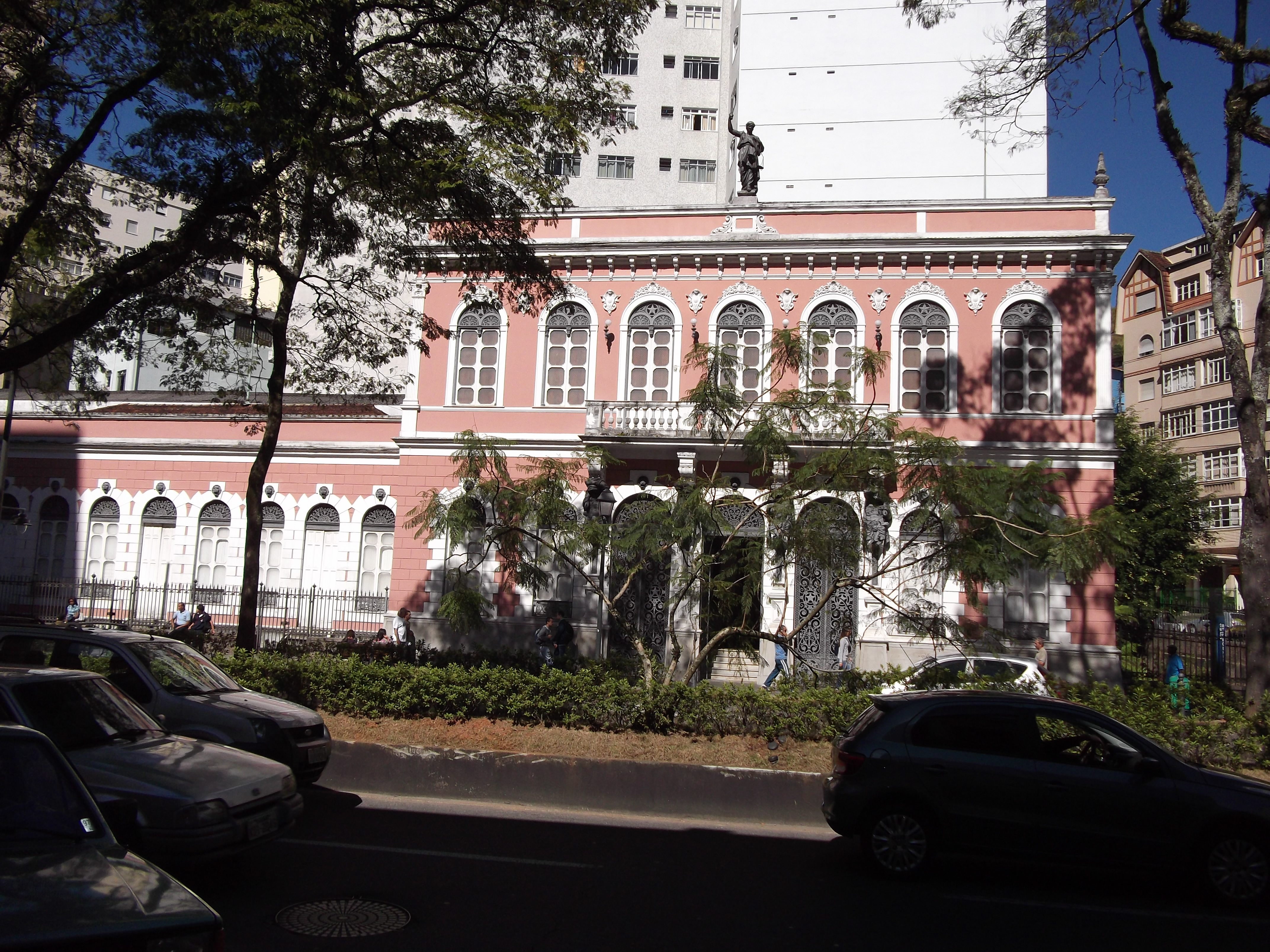
Unidade de Petrópolis.

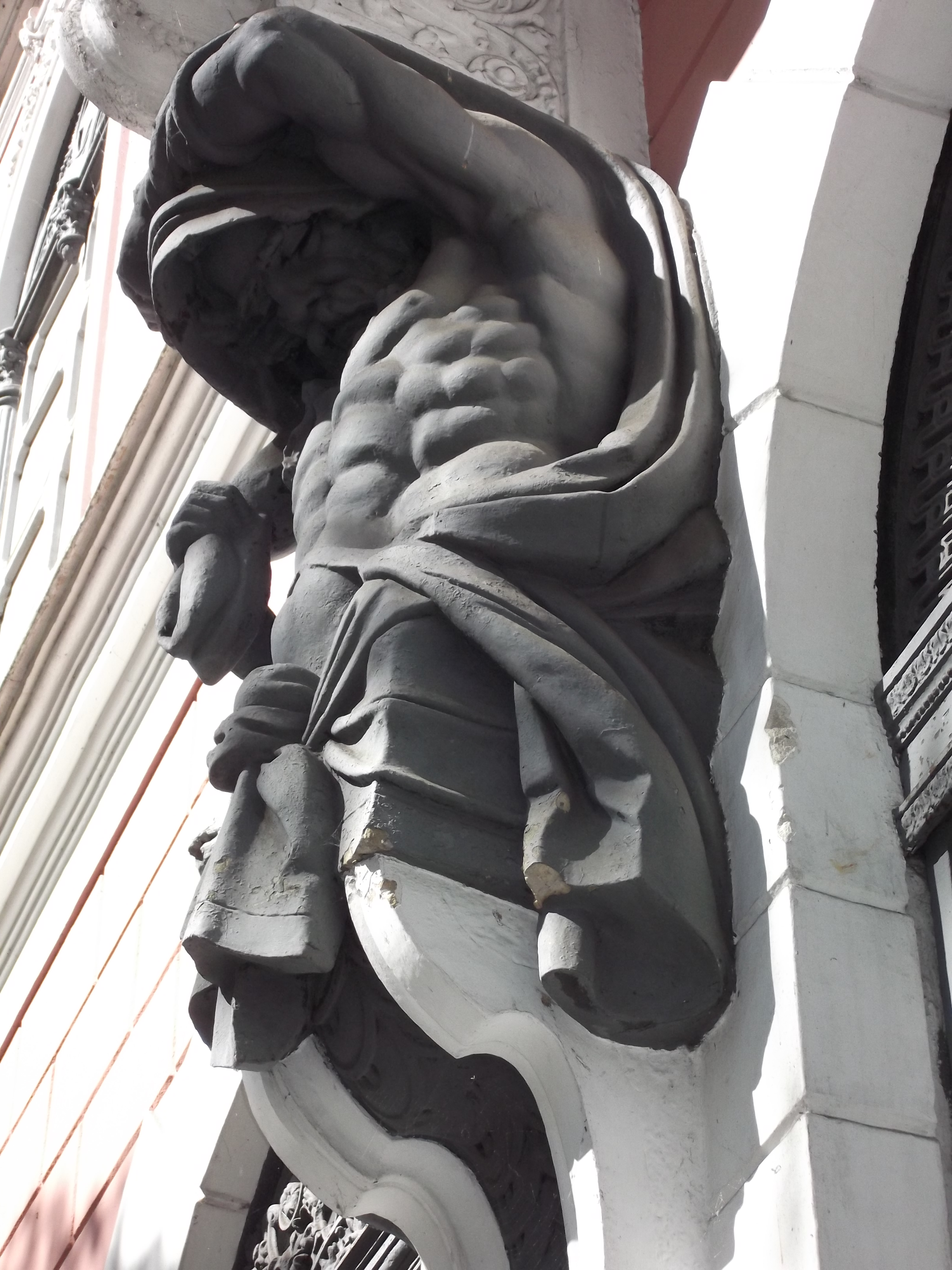
Detalhe da arquitetura que compõe o prédio da unidade.

A UnED Petrópolis é a terceira Unidade Descentralizada do CEFET/RJ. Foi a primeira a ser inaugurada fora da Região Metropolitana do Rio de Janeiro, visto que à época a cidade ainda não fazia parte formalmente da região. Está inserida nas ações do Plano de Desenvolvimento da Educação (PDE) do Governo Federal. Nela, é ofertado o ensino técnico integrado ao médio, o ensino superior (nas modalidade de licenciatura e bacharelado) e o ensino em nível de pós-graduação, na modalidade lato sensu. As áreas variam, mas é possível citar o ensino médio integrado ao curso técnico em Telecomunicações, as graduações (nível superior) em Engenharia de Computação, Turismo, Física e Matemática e, também, as pós-graduações em Matemática Computacional Aplicada e Práticas, Linguagens e Ensino na Educação Básica.
Se localiza no Centro Histórico de Petrópolis, onde anteriormente funcionava o prédio do antigo Fórum da Comarca de Petrópolis, na Rua do Imperador. Sua estrutura foi fundada no ano de 1858, pelo então governador do estado do Rio de Janeiro (à época denominado presidente do Rio de Janeiro), José Tomás da Porciúncula, em estilo neoclássico. Caracteriza-se como mais uma Unidade de Ensino a assumir a missão institucional do CEFET/RJ, de promover a educação mediante atividades de ensino, pesquisa e extensão que propiciem, de modo reflexivo e crítico, a interação com a sociedade e a formação integral de profissionais capazes de contribuir para o desenvolvimento cultural, tecnológico e econômico.
A unidade surgiu como uma ação conjunta entre a Prefeitura Municipal de Petrópolis e Governo Federal. Na ocasião, o executivo municipal havia respondido à chamada pública que lançou o edital de Projetos de Apoio ao Plano de Expansão da Rede Federal de Educação Profissional e Tecnológica, da Secretaria de Educação Profissional e Tecnológica do Ministério da Educação (MEC). Com isso, após o trâmite regular do processo, a unidade foi inaugurada, em 13 de setembro de 2008. Hoje, é uma das escolas orientadas pelo conceito de cidade-pólo que, tendo como referência o conjunto de municípios de mesorregiões, visa aproveitar o potencial de desenvolvimento, a proximidade com Arranjos Produtivos Locais (APL), a possibilidade de parcerias e as infraestruturas existentes.

### UnED Nova Friburgo
A UnED Nova Friburgo é a quarta Unidade Descentralizada do CEFET/RJ. Surgiu a partir de uma parceria entre a Prefeitura Municipal de Nova Friburgo e o Governo Federal, após processo público que lançou o edital de Projetos de Apoio ao Plano de Expansão da Rede Federal de Educação Profissional e Tecnológica, da SETEC/MEC. Foi inaugurada em 4 de dezembro de 2008, também como uma das escolas orientadas pelo conceito de cidade-pólo. Se localiza em um bairro a 5 quilômetros do centro da cidade, em imóvel cedido pelo Departamento de Estradas de Rodagem do Estado do Rio de Janeiro (DER-RJ), que logo teve suas instalações expandidas por obra em parceria com a Prefeitura. É mais uma Unidade de Ensino a assumir a missão institucional do CEFET/RJ de promover a educação mediante atividades de ensino, pesquisa e extensão que propiciem, de modo reflexivo e crítico, a interação com a sociedade, a formação integral  de profissionais capazes de contribuir para o desenvolvimento cultural, tecnológico e econômico.

### UnED Itaguaí
Também inserida nas ações do Plano de Desenvolvimento da Educação (PDE) do Governo Federal, a UnED no município de Itaguaí foi inaugurada em setembro de 2008. Construída a partir do diálogo estabelecido pelo CEFET/RJ com representantes de Governo e empresas públicas e privadas na Região da Costa Verde – em especial, a Prefeitura Municipal de Itaguaí e a empresa VALE –, também foi inaugurada como uma das escolas orientadas pelo conceito de cidade-pólo, dentro das ações de expansão da Rede Federal a partir de regiões estratégicas do estado.
Se localiza no Distrito Industrial de Itaguaí, à margem da Rodovia Rio-Santos. Neste prédio funcionam as aulas do curso técnico de Portos, iniciadas em setembro de 2008, no Centro Educacional de Itaguaí, espaço cedido pela Prefeitura do Município ao CEFET/RJ para atender o projeto formativo concebido em conjunto com a VALE. Atualmente a Unidade de Ensino de Itaguaí oferece, também, o curso técnico de Mecânica Industrial e os cursos de graduação (bacharelado) em Engenharia Mecânica e Engenharia de Produção.
Como Unidade de Ensino Descentralizada do CEFET/RJ, à medida que consolidou seu quadro de servidores – docentes e técnicos administrativos – e sua infraestrutura física e de equipamentos, passou a atuar na oferta de cursos de diferentes níveis, em atividades de extensão e na realização de pesquisas na área tecnológica. Vocacionada à permanente interação com empresas públicas e privadas e outros atores sociais envolvidos com a produção de bens e serviços, a UnED visa contribuir para o desenvolvimento econômico e social do Distrito Industrial de Itaguaí e da Região da Costa Verde, dele também se beneficiando para avançar em seus propósitos de formação.

### Núcleo Avançado de Valença
O núcleo avançado de Valença foi vinculado ao CEFET-RJ em 1º de fevereiro de 2010. Surge a partir da federalização do Instituto Técnico e Profissional do Vale do Rio Preto – ITERP, no município de Valença. O ITERP foi construído e equipado com recursos provenientes do Programa de Expansão da Educação Profissional – PROEP, por força de convênio celebrado entre o Ministério da Educação e a Fundação Educacional D. André Arcoverde.Sua apresentação à sociedade como unidade federal de educação aconteceu em cerimônia realizada em Brasília, em que o presidente Luiz Inácio Lula da Silva inaugurou, simultaneamente, 78 unidades da Rede Federal de Educação, Ciência e Tecnologia.

### UnED Angra dos Reis
A UnED de Angra dos Reis é a sexta Unidade Descentralizada do CEFET/RJ. Foi inaugurada em novembro de 2010, no Palácio do Planalto em Brasília, com a presença do Ministro da Educação Fernando Haddad, do Diretor Geral do CEFET/RJ, Miguel Badenes, da Secretária de Educação de Angra dos Reis, Luciane Rabha, e do Diretor da UnED- Angra dos Reis, Haroldo Pereira Gomes. Na unidade, funciona o curso técnico em Mecânica e os cursos superiores (bacharelado) em Engenharia Mecânica, Engenharia Elétrica e Engenharia Metalúrgica.
A implantação do CEFET/RJ - Angra dos Reis é fruto da parceria entre a Prefeitura de Angra dos Reis, o CEFET/RJ, o Governo Federal e a empresa Eletronuclear. O objetivo da unidade é oferecer acesso à educação e a qualificação profissional, com vista aos futuros investimentos que a cidade está captando com a indústria naval, petrolífera e nuclear. Para tanto, a Prefeitura contribuiu com a compra e reforma do estabelecimento que funcionava outrora como pólo de uma universidade privada. Atualmente, o espaço conta com um estacionamento, 14 salas de aula, 15 laboratórios, uma biblioteca e um auditório.

### Educação à Distância (EAD)
O Centro também oferta cursos de graduação na modalidade à distância, incluindo cursos Técnicos, de Graduação e Pós-graduação.

## Transformação em Universidade ou Instituto
Reivindica-se a transformação do Centro Federal de Educação Tecnológica Celso Suckow da Fonseca (CEFET/RJ) em Universidade Tecnológica Federal do Rio de Janeiro (UTFRJ), ou ainda Universidade Federal de Ciências Aplicadas do Rio de Janeiro (UFCARJ), assim como o CEFET-MG em UTFMG (ambas instituições se apoiam), nos moldes da UTFPR. Várias entidades apoiam a transformação, vide moções de apoio pelo Sindicato dos Engenheiros do Rio de Janeiro (SENGERJ), União Nacional dos Estudantes (UNE) e diversas instituições de ensino superior do Estado do Rio de Janeiro.
Já por parte do MEC, há bastante receio e pouca vontade política de executar a transformação, uma vez que o foco do Governo Federal seria a capacitação técnica e tecnóloga, com a criação dos Institutos Federais. Parte do Receio do governo se dá ao fechamento de cursos de Ensino Médio e Técnico por parte da UTFPR. Por causa dos passos da UTFPR contra o ensino médio e técnico, há oposição ao projeto de transformação por parte de alunos dos ensino Médio e Técnico, assim como por parte de Professores destas áreas no CEFET/RJ. Já a direção do Centro afirma que não fechará cursos técnicos, os quais fizeram a fama da instituição, e insiste que a transformação em IFET seria um retrocesso, uma vez que há uma cota mínima de número de cursos de Licenciatura e foco em expansão Tecnóloga, o CEFET teria que fechar cursos já existentes de Bacharelado. Inclusive é dito que com a verba de Universidade, superior à de Centro e Instituto, seria mais fácil a manutenção e investimento tanto nos ensinos Médio, quanto Técnico e Superior.
Este impasse gerou atritos políticos entre a Instituição de ensino e o Governo Federal, onde se acusava internamente o Governo de não realizar concursos para professores em represália à não transformação em Instituto. A discussão inclusive afeta as eleições para a reitoria geral, onde certos candidatos apoiam a transformação em Universidade, e outros a transformação em Instituto.
Enquanto esta situação não se resolve, tanto o CEFET/RJ quanto o CEFET-MG continuam com sua classificação atual, mas são contabilizados como Institutos, uma vez que a classificação de Centro Federal encontra-se ultrapassada.

### Projeto de Lei nº 5.102 de 2023
Foi aprovado na Comissão de Administração e Serviço Público da Câmara dos Deputados do Brasil um projeto de lei que visa transformar os Centros Federais de Educação Tecnológica (CEFET) de Minas Gerais e do Rio de Janeiro em Universidades Tecnológicas Federais, de modo a corrigir a inadequação histórica que permeia o estatuto jurídico dos institutos. Dessa forma, o CEFET-RJ passaria a se chamar Universidade Tecnológica Federal do Rio de Janeiro (UTFRJ), de maneira similar ao que ocorreu com o CEFET-PR, hoje Universidade Tecnológica Federal do Paraná (UTFPR). Caso seja aprovado, o Ministério da Educação (MEC) terá 90 dias para elaborar os estatutos e regimentos necessários à implantação das duas novas UTFs.

## Nomeação de Diretor-Geralpro tempore

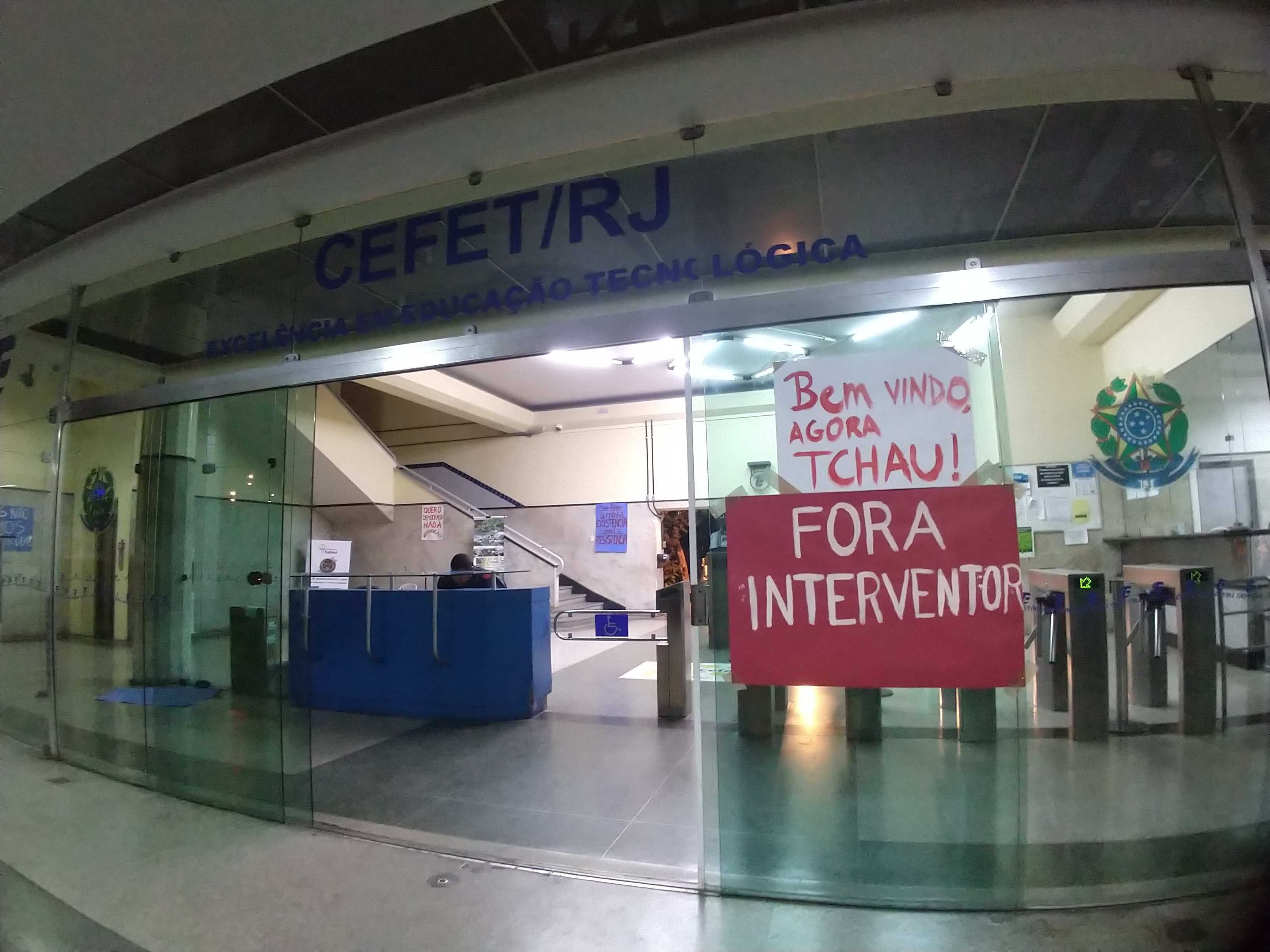
Cartazes contra a nomeação do MEC de um diretor.

Uma portaria do MEC datada do dia 15 de agosto de 2019, publicada no DOU do dia seguinte nomeou um Diretor-Geral pro tempore na instituição. No mesmo ano ocorreram eleições gerais para a direção-geral. Nenhum dos concorrentes desta eleição foi nomeado. O escolhido pelo MEC foi um então assessor da Secretaria Executiva do Ministério da Educação, sob o argumento de instabilidade política no CEFET. O novo diretor-geral, nomeado pelo Ministro da Educação, chama-se Maurício Aires Vieira. Sua nomeação se deu, segundo o MEC, devido a um quadro de instabilidade política na instituição. O Ministério alega ainda que há um processo em curso que investiga possível fraude eleitoral nas eleições ocorridas no 1º semestre de 2019, que elegeu o então vice-diretor-geral Maurício Motta, com uma margem pequena para o segundo colocado. Não há prazo para a conclusão das investigações.
No dia de sua apresentação (similar a posse), em 19 de agosto de 2019, o então diretor-geral Maurício Aires foi impedido de adentrar na sala da direção-geral por manifestantes, dentre eles alunos e servidores, contrários ao que chamaram de intervenção do governo na autonomia da instituição. Maurício Vieira alegou que "Nós estamos aqui para resolver uma situação momentânea" ao deixar o prédio sob vaias.
O candidato mais votado na eleição de 2019 e até a nomeação do pro tempore vice-diretor-geral no exercício da direção, Maurício Motta, que aguardava sua nomeação como Diretor-Geral, criticou a nomeação pro tempore, principalmente pelo fato de o nomeado ser alguém externo a instituição.
Em Outubro do mesmo ano, um novo Diretor-geral pro-tempore, desta vez professor da instituição, foi nomeado, sendo este Marcelo de Sousa Nogueira. Em Novembro de 2020 um novo diretor-geral, também docente da instituição, foi nomeado, era ele Antônio Maurício Castanheira das Neves. Em Março de 2021, Maurício Motta diretor-geral eleito, dois anos antes, foi nomeado pelo então ministro da educação Milton Ribeiro.